# Fundação Instituto Arquitecto José Marques da Silva

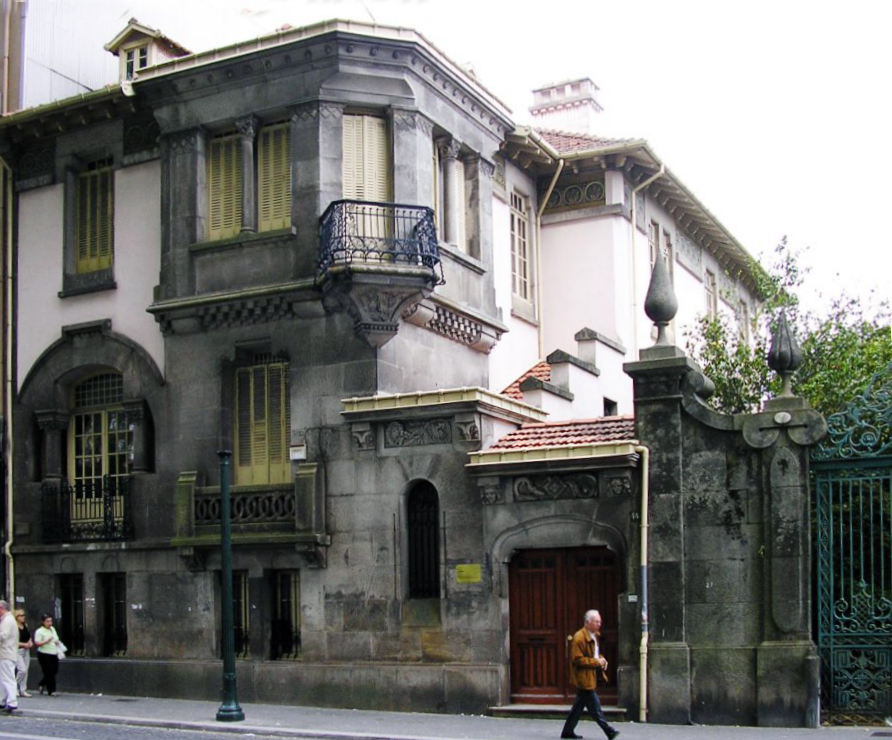
Sede do Instituto José Marques da Silva

O Instituto Arquitecto José Marques da Silva (IMS) é uma unidade orgânica da Universidade do Porto e foi criado a partir do legado testamentário dos descendentes deste prestigiado Arquitecto portuense — a sua filha, Arq.ª Maria José Marques da Silva, e o seu genro, Arq.º David Moreira da Silva.
Por decisão dos seus instituidores, o IMS é um organismo de carácter cultural, científico e pedagógico. Está vocacionado para divulgar e promover a obra do Arq.º Marques da Silva, fomentando e apoiando a investigação científica sobre a mesma, sobre a Arquitectura portuense e, de uma forma mais abrangente, sobre a Arquitectura portuguesa.
O IMS instituiu o "Prémio Arquitecto José Marques da Silva", com periodicidade bienal, destinado a distinguir o aluno da Faculdade de Arquitectura da Universidade do Porto que se licencie com melhor média (nunca inferior a 16 valores).
Sediado na Praça Marquês do Pombal, n.º 30, o IMS abriga em arquivo o espólio destes três arquitectos portuenses, composto por cerca de 3 mil documentos escritos, 10 mil peças desenhadas, centenas de fotografias e cerca de 100 maquetas em gesso, algumas de grande dimensão. O fundo documental do IMS encontra-se em fase de tratamento arquivístico, prevendo-se que, em breve, possa ser disponibilizado à comunidade científica para a consulta.
Em Julho de 2009 é reconhecida a decisão de transformação do instituto na Fundação Instituto Arquitecto José Marques da Silva numa fundação de direito privado que tem como missão a promoção científica, cultural, formativa e artística do património arquitectónico do arquitecto José Marques da Silva, inserido no contexto do seu tempo e aberto à cultura moderna de que foi precursor.